# Lijst van nummer 1-albums in de Nederlandse Album Top 100 in 1974
Onderstaande albums stonden in 1974 op nummer 1 in de Hilversum 3 LP Top 10 en vanaf 7 september 1974 in de Nationale Hitparade LP Top 20, de voorlopers van de huidige Nederlandse Album Top 100. De LP Top 10 werd wekelijks samengesteld door de NOS. Met de oprichting van de Nationale Hitparade op 27 juni 1974 werd de samenstelling overgenomen door Buma/Stemra.
| Nummer | Datum        | Artiest                                       | Titel                                         | Opmerking                                     |
| ------ | ------------ | --------------------------------------------- | --------------------------------------------- | --------------------------------------------- |
| 52     | 5 januari    | Diverse artiesten                             | 20 Flash back greats of the sixties           | Verzamelalbum                                 |
|        | 12 januari   | Diverse artiesten                             | 20 Flash back greats of the sixties           | Verzamelalbum                                 |
| 53     | 19 januari   | Wim Kan                                       | Oudejaarsavond 1973                           |                                               |
|        | 26 januari   | Wim Kan                                       | Oudejaarsavond 1973                           |                                               |
|        | 2 februari   | Wim Kan                                       | Oudejaarsavond 1973                           |                                               |
|        | 9 februari   | Wim Kan                                       | Oudejaarsavond 1973                           |                                               |
|        | 16 februari  | Wim Kan                                       | Oudejaarsavond 1973                           |                                               |
|        | 23 februari  | Wim Kan                                       | Oudejaarsavond 1973                           |                                               |
| 54     | 2 maart      | Diverse artiesten                             | 40 Golden hits                                | Verzamelalbum                                 |
|        | 9 maart      | Diverse artiesten                             | 40 Golden hits                                | Verzamelalbum                                 |
|        | 16 maart     | Diverse artiesten                             | 40 Golden hits                                | Verzamelalbum                                 |
|        | 23 maart     | Diverse artiesten                             | 40 Golden hits                                | Verzamelalbum                                 |
|        | 30 maart     | Diverse artiesten                             | 40 Golden hits                                | Verzamelalbum                                 |
| 55     | 6 april      | Diverse artiesten                             | 20 Power hits                                 | Verzamelalbum                                 |
| 56     | 13 april     | Wim Sonneveld                                 | Willem Duys' Muziek-Mozaïek-10 maart 1974     | Compilatiealbum                               |
|        | 20 april     | Wim Sonneveld                                 | Willem Duys' Muziek-Mozaïek-10 maart 1974     |                                               |
| 57     | 27 april     | Andrew Lloyd Webber                           | Jesus Christ Superstar                        | Soundtrack                                    |
|        | 4 mei        | Andrew Lloyd Webber                           | Jesus Christ Superstar                        | Soundtrack                                    |
|        | 11 mei       | Andrew Lloyd Webber                           | Jesus Christ Superstar                        | Soundtrack                                    |
|        | 18 mei       | Andrew Lloyd Webber                           | Jesus Christ Superstar                        | Soundtrack                                    |
|        | 25 mei       | Andrew Lloyd Webber                           | Jesus Christ Superstar                        | Soundtrack                                    |
| 58     | 1 juni       | The Cats                                      | Love in your eyes                             |                                               |
|        | 8 juni       | The Cats                                      | Love in your eyes                             |                                               |
|        | 15 juni      | The Cats                                      | Love in your eyes                             |                                               |
| 59     | 22 juni      | Diverse artiesten                             | Alle 13 goed! 7                               | Verzamelalbum                                 |
|        | 29 juni      | Diverse artiesten                             | Alle 13 goed! 7                               | Verzamelalbum                                 |
| 60     | 6 juli       | Diverse artiesten                             | Radio Veronica 40 all time greatest hits      | Verzamelalbum                                 |
|        | 13 juli      | Diverse artiesten                             | Radio Veronica 40 all time greatest hits      | Verzamelalbum                                 |
|        | 20 juli      | Diverse artiesten                             | Radio Veronica 40 all time greatest hits      | Verzamelalbum                                 |
|        | 27 juli      | Diverse artiesten                             | Radio Veronica 40 all time greatest hits      | Verzamelalbum                                 |
|        | 3 augustus   | Diverse artiesten                             | Radio Veronica 40 all time greatest hits      | Verzamelalbum                                 |
| 61     | 10 augustus  | Robert Long                                   | Vroeger of later                              |                                               |
| 62     | 17 augustus  | Diverse artiesten                             | Greatest hits vol. 6                          | Verzamelalbum                                 |
| 61     | 24 augustus  | Robert Long                                   | Vroeger of later                              |                                               |
|        | 31 augustus  | Robert Long                                   | Vroeger of later                              |                                               |
| 63     | 7 september  | Diverse artiesten                             | 20 Nummer 1 hits                              | Verzamelalbum                                 |
| 64     | 14 september | George McCrae                                 | Rock your baby                                |                                               |
|        | 21 september | George McCrae                                 | Rock your baby                                |                                               |
|        | 28 september | George McCrae                                 | Rock your baby                                |                                               |
|        | 5 oktober    | George McCrae                                 | Rock your baby                                |                                               |
|        | 12 oktober   | George McCrae                                 | Rock your baby                                |                                               |
|        | 19 oktober   | George McCrae                                 | Rock your baby                                |                                               |
|        | 26 oktober   | George McCrae                                 | Rock your baby                                |                                               |
|        | 2 november   | George McCrae                                 | Rock your baby                                |                                               |
| 65     | 9 november   | Diverse artiesten                             | Wereld Sterren geven voor leven               | Verzamelalbum                                 |
|        | 16 november  | Diverse artiesten                             | Wereld Sterren geven voor leven               | Verzamelalbum                                 |
|        | 23 november  | Diverse artiesten                             | Wereld Sterren geven voor leven               | Verzamelalbum                                 |
|        | 30 november  | Diverse artiesten                             | Wereld Sterren geven voor leven               | Verzamelalbum                                 |
|        | 7 december   | Diverse artiesten                             | Wereld Sterren geven voor leven               | Verzamelalbum                                 |
|        | 14 december  | Diverse artiesten                             | Wereld Sterren geven voor leven               | Verzamelalbum                                 |
|        | 21 december  | Diverse artiesten                             | Wereld Sterren geven voor leven               | Verzamelalbum                                 |
|        | 28 december  | geen Nationale Hitparade LP Top 20 verschenen | geen Nationale Hitparade LP Top 20 verschenen | geen Nationale Hitparade LP Top 20 verschenen |